# Vau i Dejës
Vau i Dejës vagy Vau-Deja város, egyúttal községközpont és alközség Albánia északnyugati részén, Shkodra városától légvonalban 12, közúton 18 kilométerre délkeleti irányban, a Zadrima síkjának északkeleti peremén, a Drin folyó bal partján. Shkodra megyén belül Vau i Dejës község székhelye, Vau i Dejës alközség központja. Az alközség további települései: Dush, Gomsiqja (Gomsiqe), Kaç, Karma, Mjeda, Naraç, Shelqet és Spathar. A 2011-es népszámlálás alapján az alközség népessége 8117 fő. A 10. századtól püspöki székhely, a 15. században Dagnum néven virágzó, gyakran gazdát cserélő erődített város volt. Az oszmán fennhatóság állandósulásával, a 16. században elnéptelenedett. A modern település a Drinen 1967 és 1971 között épített völgyzáró gát és vízierőmű üzembe helyezésével párhuzamosan alakult ki.

## Fekvése
A kisváros a Zadrima síkjára lépve több ágra szakadó Drin bal partján, a völgyzáró gáttal felduzzasztott mesterséges Vau i Dejës-i-tó délnyugati végpontján fekszik. Az alközség a Drin bal partján húzódó dombvidéket foglalja magában, egyedül a völgyzáró gátnál, Spathar falunál lép át a folyó északi partjára. Vau i Dejës városa és a körülötte csoportosuló települések, valamint az alközség keleti határán Gomsiqja, Dush és Karma kivételével ritkán lakott, a Boka-hegységhez (Mal i Bokës) tartozó dombvidék, legmagasabb pontja a 610 méteres Rrushkull-hegy (Maja e Rrushkullisë). A 65 méter magas völgyzáró gát által felduzzasztott tó víztömege kb. 580 millió m³, partvidéke öblökkel és félszigetekkel tagolt, a Vau i Dejës területére eső bal oldali mellékfolyója a Puka környékén eredő, kb. 30 kilométer hosszú Gomsiqja.
Vau i Dejës két jelentősebb városrésze a gát közelében fekvő Laç-Qyrsac, illetve a Drin két ága által közrefogott szigeten a falusias jellegű Deja, a fölötte emelkedő magaslaton a középkorban fontos erődített település állt (Dagnum). A várost átszeli a Shkodrát Kukësszal összekötő SH5-ös jelű főút, amelyből itt ágazik le az északkeleti irányban, a Drin mentén Komanba tartó SH25-ös, valamint nyugati irányban, a Shkodra–Tirana-úttal összeköttetést biztosító SH28-as.

## Neve
A mai város mellett a középkor egyik fontos erődítése állt, amelynek latin neve Dagnum, olasz neve Dagno volt. A vár rekonstruált albán elnevezése Danjë/Danja, ritkábban Dainë/Daina, a várdomb alatti település közelmúlt századokbeli neve pedig Dejë/Deja (ma Vau i Dejës városrésze). Itt vezetett át a Drinen egy gázló, amelyet Dejai-gázlónak, vagyis albánul Vau i Dejësnek neveztek el, és ez lett a 20. századi település neve is. Írásmódja már a 20. században is változatos volt, a magyar Nopcsa Ferenc például Vau Dejns alakban jegyezte fel. Bár a település hivatalos neve továbbra is Vau i Dejës, a 21. században egyre gyakoribb a rövidebb, a nyelvtani viszonyt nem jelölő Vau-Deja alak, ez áll a településhatárt jelző táblákon is.

## Története
A mai város környéke már az ókorban is lakott volt, a római korban mellette haladt el a Scodrát a Drin völgyén át Dardaniával összekötő út. Az i. sz. 2. század értékes lelete az itt talált, a fríg–trák Szabaziosz kultuszáról valló bronz fogadalmi kéz, amelyen Dionüszosz és Hermész attribútumai (kantharosz, illetve kerükeión) mellett egy Mithrász-szentély ábrázolása is helyet kapott.
A bizánci időkben püspöki székhely lett. A 15. század elején Dagnum néven ismert vára a Zetai Fejedelemség fennhatósága alatt állt, majd  1421-től Koja Zaharia volt Dagnum ura. 1430-ban az erődítés török kézre került, 1444-ben azonban a Porta hűbérese, Lekë Zaharia önállósította magát, és várával együtt csatlakozott Kasztrióta György albán fejedelem – vagy ismertebb nevén Szkander bég – törökellenes Lezhai Ligájához. Dagnum 1447-től ismét velencei birtok volt, de végül az oszmán fennhatóság a 16. századra megszilárdult, és a vár elnéptelenedett.

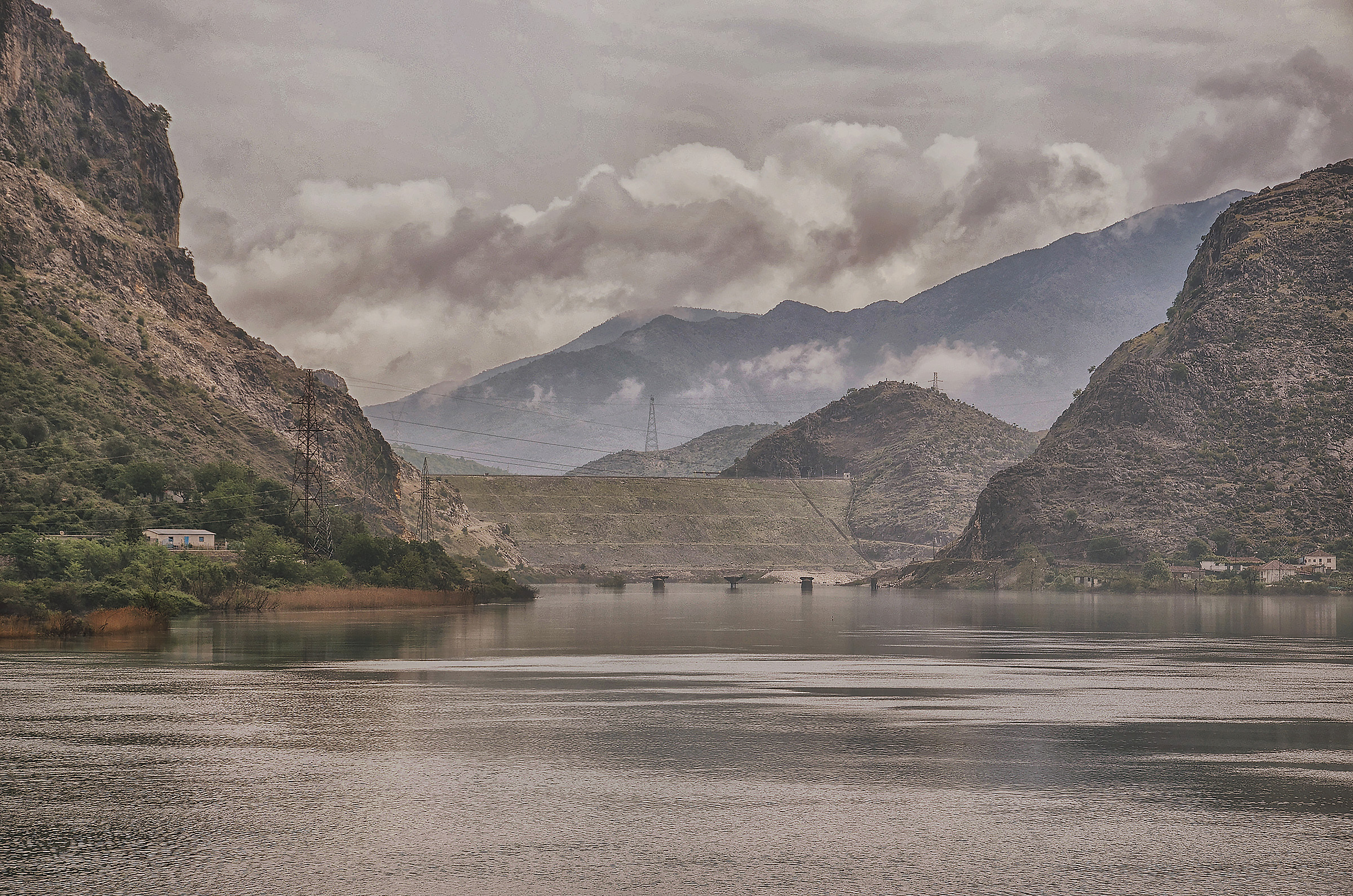
A völgyzáró gát

A várhegy aljában meglapuló kis falu, Deja a folyón átvezető gázlóról (albán Vau i Dejës magyarul ’Dejai-gázló’) volt nevezetes, valamint arról, hogy az elmuszlimosodott északalbán területektől délre, Mirdita irányában ez volt az első római katolikus falu. A 20. században a Drinen már híd vezetett át, amelyet a második világháború végóráiban, 1944 novemberében a szövetségesek lebombáztak. A ma ismert település a kommunizmus évtizedeiben épült ki, amikor 1967-től 1971-ig itt, a falu mellett építették fel a Drin első völgyzáró gátját és az ezzel felduzzasztott Vau i Dejës-i-tó energiáját felhasználó vízierőművet. Az ötödik ötéves terv egyik legnagyobb eredményeként ünnepelt, francia mérnöki segítséggel megvalósuló beruházás eredményeként a két, összesen 225-250 ezer kilowattos teljesítményű turbinával működő, évi 2 milliárd kilowattórát termelő erőmű fontos szerepet játszott az infrastrukturálisan elmaradott ország áramellátásában.

## Nevezetességei
Vau i Dejës legfontosabb nevezetessége vára, a 15–16. században virágzó Dagnum romjai. A folyóközi magaslaton, 80 hektáron elterülő városfalak mellett feltárták a Zahariák 15. századi főúri rezidenciáját is, ami fontos adalékokkal szolgált a középkori feudális albán főurak életkörülményeinek megismeréséhez. Emellett láthatóak a város egykori Szent Márk-templomának (Kisha e Shën Markut) romjai is.

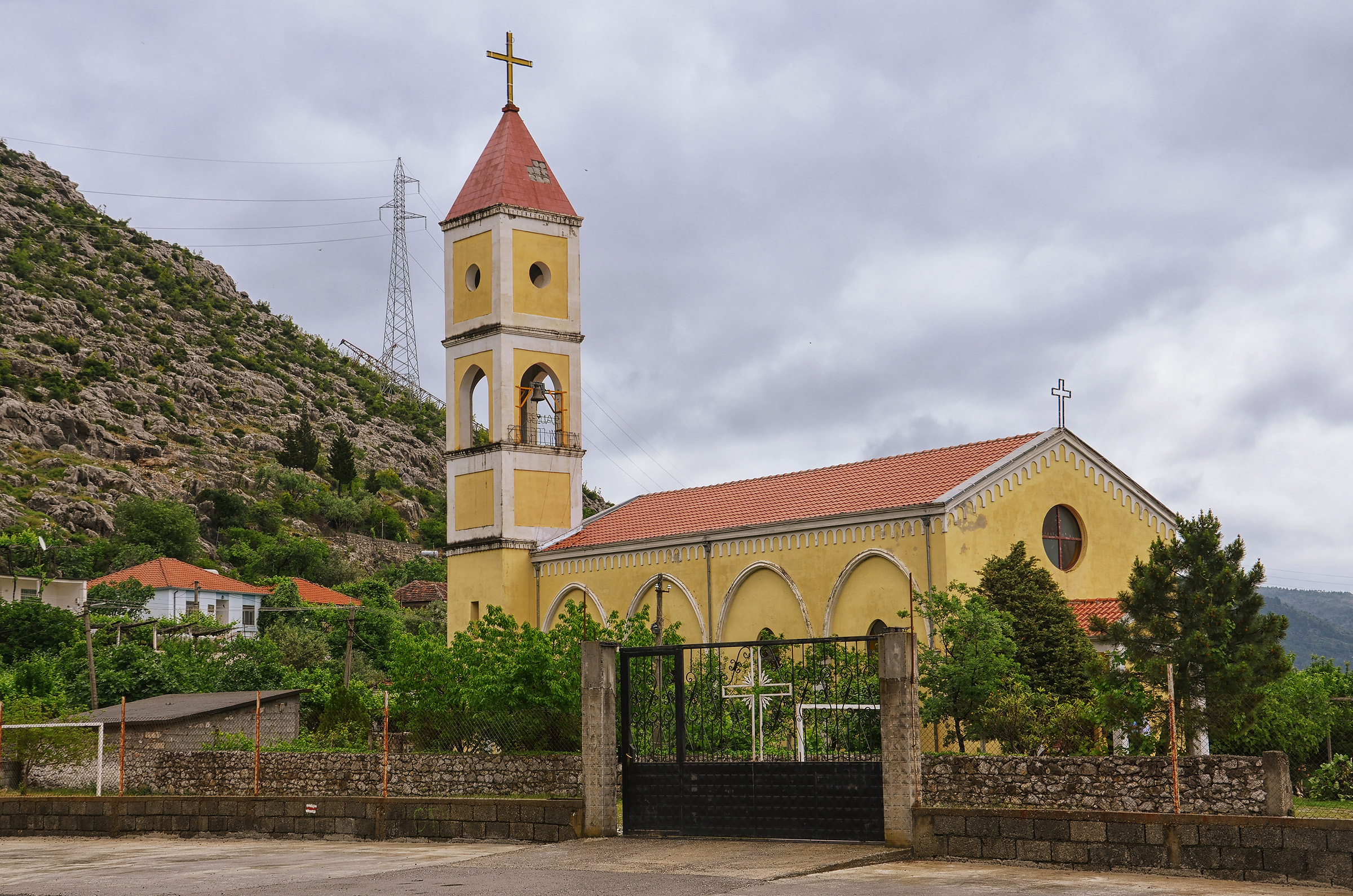
A dejai Szűz Mária-templom épülete

A középkori város alatt, a folyópartra települt Deja faluban állt az ország művészettörténeti szempontból egyik legjelentősebb temploma. Tetőzete nyugati hatásra boltíves volt, külső falát értékes freskók díszítették. Az ateista kampány időszakában, 1967-ben a templomot felrobbantották, de az 1991-es rendszerváltást követően korábbi dokumentációk alapján ismét felépítették a templomot.
A város központjában áll a modern Teréz anya székesegyház, előtte Teréz anya szobra.

### Nevezetes Vau i Dejës-iek
- Ndre Mjeda költő családjának származási helye az alközség területén található Mjeda falu.[22]
- 1991 és 1996 között a városban dolgozott Nard Ndoka(wd) (1963) politikus, az Albán Kereszténydemokrata Párt(wd) elnöke.[23]